# Arctosa ipsa
Arctosa ipsa es una especie de araña araneomorfa del género Arctosa, familia Lycosidae. Fue descrita científicamente por Karsch en 1879.
Habita en Rusia (Extremo Oriente), Corea y Japón.